# Fee simple absolute
Fee simple absolute podstawowa forma prawa własności nieruchomości w prawie Stanów Zjednoczonych odpowiadająca mniej więcej polskiej własności wpisanej do księgi wieczystej, którą można swobodnie dysponować i użytkować i która nie jest obciążona żadnymi powinnościami wpisanymi do hipoteki.